# Textil AB Sanetta
Textil AB Sanetta var en svensk tillverkare av sanitetsprodukter, med produktion belägen i Hedlandet, utanför Mariefred. Företaget bildades av Ebbe Hodén och hans mor och tillverkade från början dambindor. Produktionen utökades så småningom även till andra sanitetsprodukter, och företaget såldes 1964 till KF. Under KF:s ägandetid fokuserades produktionen på tamponger. 1984 såldes KF verksamheten, och under de kommande sex åren fannas fyra olika ägare, tills den dåvarande ägaren, Assort Hygien, gick i konkurs. Ett nytt företag, Sanpoint AB, bildades då och tog över produktionen. År 2000 köptes fabriken upp av israeliska Rostam, som fram till år 2004 successivt avvecklade fabriken och flyttade befintlig produktion till Israel.